# Atália
Az Atália héber eredetű női név, jelentése: Isten fenséges (עֲתָלְיָה Atáljá).

## Rokon nevek
Atala, Atika

## Gyakorisága
Az újszülötteknek adott nevek körében az 1990-es években szórványosan fordult elő. A 2000-es és a 2010-es években sem szerepelt a 100 leggyakrabban adott női név között.
A teljes népességre vonatkozóan az Atália sem a 2000-es, sem a 2010-es években nem szerepelt a 100 leggyakrabban viselt női név között.

## Névnapok
december 3.

## Híres Atáliák
- Atália, Júdea királynője, a név első viselője

### Egyéb Atáliák
- Brazovics Athalie, Jókai Mór Az arany ember című regényének egyik főszereplője